# Kulturarchiv Hannover
Das Kulturarchiv an der Hochschule Hannover wurde 2017 umgegründet in Filminstitut an der Hochschule Hannover.
Zur Sammlung gehören Schrift-, Bild-, Ton- und Filmquellen zur Geschichte Niedersachsens und Hannovers sowie filmhistorische Materialien mit Schwerpunkt der regionalen Filmgeschichte. Das Kulturarchiv unterstützt und berät Forschungsprojekte zur Film- und Mediengeschichte.

## Geschichte
Das Kulturarchiv/Filminstitut wurde im Dezember 1995 am Fachbereich Informations- und Kommunikationswesen (heute: Medien, Design und Information) an der Fachhochschule Hannover (heute Hochschule Hannover) in Kooperation mit der Universität Hannover und der Hochschule für Musik und Theater gegründet. Den Grundbestand bildeten Materialien der Gesellschaft für Filmstudien (GFS), die seit 1989 filmwissenschaftliche Aktivitäten in Niedersachsen fördert.
Das Kulturarchiv/Filminstitut betreibt zudem die Internet-Seite filmundgeschichte.de, die vor allem Inhalte zur filmhistorischen Bildungsarbeit bereitstellt. Schwerpunkte der Seite umfassen u. a. Deutschland vor 1933, NS-Zeit: Holocaust im Film, Deutschland nach 1945 und Hannover im Film. Restaurierte Filme mit Hannover-Bezug werden in öffentlichen Vorführungen gezeigt und über die GFS auf DVD zugänglich gemacht.
Das Kulturarchiv/Filminstitut wurde seit der Gründung bis 2022 von Peter Stettner geleitet.

## Bestand
Neben Filmen (ca. 500, dazu ca. 1500 Videos) sind im Kulturarchiv auch über 5000 Fotos, ca. 500 historische Tonaufzeichnungen und weitere Materialien wie beispielsweise Rezensionen oder Filmprogrammhefte zu finden (Stand: 2002). Inhaltliche Schwerpunkte sind der Film im Nationalsozialismus, Film im Nachkriegsdeutschland sowie niedersächsische Film- und Kinogeschichte. Bedeutende Firmennachlässe sind von der Filmaufbau GmbH und von der Jungen Film-Union im Bestand.